# Tetiaroa

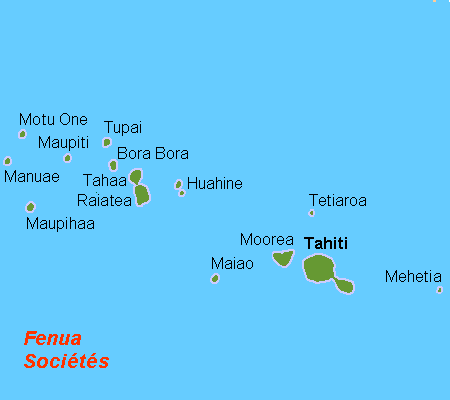
Översiktskarta

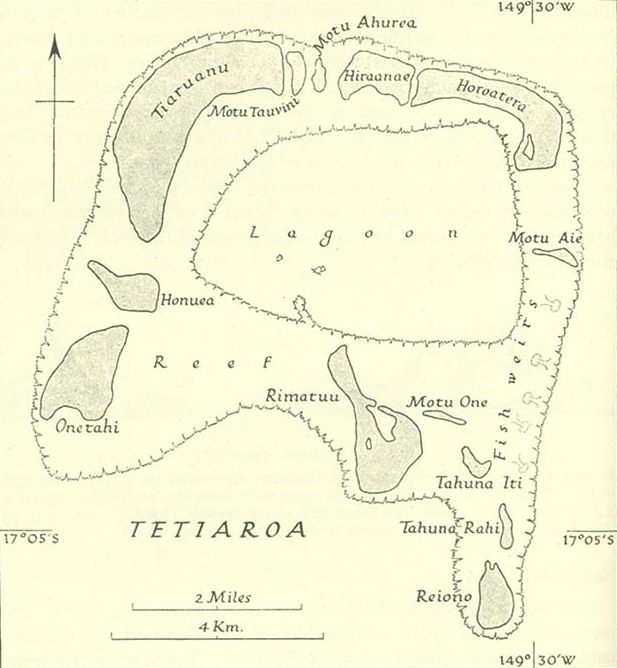
karta över Tetiaroa

Tetiaroa (franska île Tetiaroa) är en ö i Franska Polynesien i Stilla havet.

## Geografi
Tetiaroa-atollen ligger i ögruppen Sällskapsöarna och ligger bara 42 km norr om Tahiti.
Atollen har en area om ca 6 km² och huvudorten Tetiaroa ligger på huvudön Onetahi med endast ca 50 invånare.
Högsta höjden ligger endast ca 17 m ö.h. och atollen omges av ett rev med ytterligare 13 motus (småöar) i lagunen innanför.

## Historia
1789 blev William Bligh den förste europén som besökte ön i jakten på myterister från Bounty.
1843 blev ön en fransk koloni och 1903 införlivades ön tillsammans med övriga öar inom Sällskapsöarna i det nyskapade Établissements Français de l'Océanie (Franska Oceanien).
1904 överläts ön av Tahitis kungahus till amerikanske tandläkaren Johnston Walter Williams, då den ende tandläkaren på Tahiti. Sedan dess har ön bytt ägare några gånger för att 1965 köpas av Marlon Brando efter inspelningen av filmen Myteriet på Bounty.